# Coulaines

Coulaines este o comună în departamentul Sarthe, Franța. În 2009 avea o populație de 7,441 de locuitori.